# カロリーネ・フェルディナンデ・フォン・エスターライヒ
マリア・カロリーネ・フェルディナンデ・テレジア・ヨゼフィーネ・デメトリア・フォン・エスターライヒ（Maria Karoline Ferdinande Theresia Josephine Demetria von Österreich, 1801年4月8日 - 1832年5月22日）は、オーストリア皇帝家の一員、オーストリア大公女 (Erzherzogin von Österreich)。神聖ローマ皇帝、のちオーストリア皇帝フランツ2世（1世）の娘で、ザクセン王フリードリヒ・アウグスト2世の最初の妻。夫の即位以前に死去し、王妃にはなっていない。

## 生涯
フランツ2世皇帝とその2番目の妻でナポリ王フェルディナンド4世（後の両シチリア王フェルディナンド1世）の娘であるマリア・テレジアの間の第8子、六女として生まれた。父にとっては7番目の娘である。1819年にザクセン王フリードリヒ・アウグスト1世の甥で、子供のない伯父たちの死後に王位を継ぐことが確実視されていたフリードリヒ・アウグスト王子と結婚した。まず1819年9月26日にウィーンで代理結婚式を行い、同年10月7日にドレスデンで両人揃っての結婚式が行われた。
13年間の結婚生活で子供をもうけることはなく、1832年に没してドレスデンのカトリック宮廷教会に葬られた。夫はその後、バイエルン王女マリア・アンナと再婚したものの、後継ぎを得ることは出来なかった。